# Fuzouli
Fuzûlî ou Fuzouli (en azéri : فضولی / Füzuli) ou Fouzouli (en turc ottoman : فضولی ; en turc moderne : Fuzûlî) ou Mehmet Süleymanoglu Fuzulî est le nom de plume du poète azérophone (l'azéri était sa langue maternelle), persanophone, arabophone et turcophone Muhammad bin Suleyman (en arabe : محمد بن سليمان, en turc : Mehmet bin Süleyman) (vers 1494 - 1556).

## Biographie
Il est souvent considéré comme un des plus grands contributeurs à la tradition du divan dans la littérature turque, mais il écrivait en fait ces recueils de poèmes (dîvân) dans trois langues différentes : turc azéri, persan et arabe. Bien que ses œuvres turques soient écrites en azéri, il était aussi intégré dans les traditions littéraires Djagataï et ottomanes. Il est à l'origine du Hadikatüssuade (Hadikatü's-Süada) considéré comme un des plus beaux « mersiyes » ou élégies retraçant le décès de Hussein, fils d'Ali et petit-fils du prophète Mahomet à Kerbela.

## Hommages
La ville de Fizouli en Azerbaïdjan a été nommée en son honneur en 1959.